# Nonionoides
Nonionoides es un género de foraminífero bentónico de la subfamilia Nonioninae, de la familia Nonionidae, de la superfamilia Nonionoidea, del suborden Rotaliina y del orden Rotaliida. Su especie tipo es Nonionina grateloupi. Su rango cronoestratigráfico abarca el Holoceno.

## Clasificación
Nonionoides incluye a las siguientes especies:
- Nonionoides boueanum
- Nonionoides chiliensis
- Nonionoides demens
- Nonionoides grateloupii
- Nonionoides turgida

Otras especies consideradas en Nonionoides son:
- Nonionoides auris, aceptado como Nonionella auris
- Nonionoides scaphum, considerado sinónimo posterior de Nonion commune